# 이경전 (1969년)
이경전(1969년 5월 7일~)은 대한민국의 AI공학자이자 경영학자이다. 현재 경희대학교의 경영대학과 빅데이터응용학과, 첨단기술비즈니스학과 교수로 재직 중이다. 미국인공지능학회(AAAI)에서 네차례(1995년, 1997년, 2020년, 2024년) "혁신적 인공지능 응용상(Innovative Applications of Artificial Intelligence Award)"을 수상하였다. 유튜브에 경전TV(https://www.youtube.com/channel/UC9hu6Q9MXffOqBGk8jcIV_g)를 개설해 인공지능과 비즈니스 모델의 대중화에도 기여하고 있다.

## 경력
이경전은 KAIST 경영과학과 학사(1990, 카이스트 개교이래 최초 학부 3년 졸업, 경영과학과 수석졸업), 석사(1992, 수석입학), 산업경영학 박사(1995)를 취득하였다.  서울대학교 행정대학원 행정학 석사(2011) 졸업, 행정학 박사(2003)수료하였다. 1996년과 1997년에는 Carnegie Mellon University의 The Robotics Institute에서 초빙과학자로 연구하였고, 귀국하여 ICEC(국제전자상거래연구센터) 책임연구원으로 근무하다, 1999년부터 2001년까지 고려대학교 경영대학 조교수를 역임했다. 2001년 6월부터 KAIST 산업공학과 초빙교수로 근무하면서, 서울대학교 행정대학원 한국정책지식센터의 설립과 비즈니스 모델 확립에 기여하였고, 2002년부터 서울대학교 행정대학원 초빙조교수로 근무하다가, 2003년 9월부터는 경희대학교 조교수로 근무하였다. '인공지능 & 비즈니스 모델 연구실(AI-BM.net)'의 지도교수이며, 2010년에 정교수로 임명되었고, 경영학과 학과장을 역임하고, 2014년 소셜네트워크과학과 설립을 주도하고, 2020년 빅데이터응용학과 설립을 주도하였다. 2009년에 MIT Mobile Experience Lab 풀브라이트 초빙교수, 2010년에 UC Berkeley BEST Lab 풀브라이트 초빙교수로 할동하였다.
2014년부터 2020년까지 국제전자상거래 연구원(ICEC.net) 소장을 역임하여 ICEC 2016(서울), ICEC 2017(수원), ICEC 2018(판교, ICEC 2019(부산)의 개최를 주도 및 후원하였다. 경희대학교 빅데이터 연구센터(한국연구재단 중점연구소 지정) 소장을 2014년부터 맡고 있으며, 2020년 경희대학교 경영대학원 부원장을 맡았다. 2017년 한국지능정보시스템학회 회장을 역임하였고 2019년과 2020년 한국경영커뮤니케이션학회 회장을 역임하였다. 2018년에 전자정부유공자로 행정안전부 장관으로부터 대통령 표창을 받았다. 2016년에는 정부 3.0위원회 위원, 2017년에는 정부 4차산업혁명전략위원회 위원으로 활동하였다. EBS 일요초청특강, KBS 명견만리, 장영실쇼, CBS 세바시(2회), EBS, YTN Science 등에서 강연하였다.
서울시 은로초등학교와 중앙대 부속중, 중앙대 부속고를 졸업하였다. KAIST EEWS 최고경영자과정 3기이기도 하다. 2022년 한국경영학회 부회장을 역임하고, 2022년 한국경영학회 춘계학술대회 조직위원장을 역임했다. 한국경영정보학회의 부회장을 수차례 역임하였고, 2023년부터 한국경영정보학회 AI 연구회 회장을 역임중이다.

### 산업계
2009년 'BC카드 신기술 자문단'의 자문위원에 임명되었고, 네이버서비스자문위원회, YES24 사외이사를 6여년간 역임하였고, 사용자중심인공지능포럼(UCAIFORUM.org) 연구원을 이끌고 있다. 삼성전자, LG전자 자문교수를 역임하였다. 현재 인공지능 기업 뤼이드(Riiid)의 자문교수를 맡고 있다. 사물인터넷 기업 벤플과 전자상거래기업 올윈웨어의 창업자이다. 네이버의 초기 주주이고, 모빌리언스 창업시 초대 주주중 한명이었다. 갤럭시아 커뮤니케이션즈에 합병된 FNBC의 주주 및 연구소장으로도 활동하였다.

## 연구 논문
인공지능 분야의 세계적 학술지인 AI Magazine에 1995년과 1998년, 2021년에 논문을 게재하였고, Decision Support Systems, European Journal of Operational Researches, Expert Systems with Applications, Electronic Commerce Research and Applications 등의 학술저널에 논문을 게재하였다.

## 저서
- 《우리는 마이크로 소사이어티로 간다》,2008년 4월 5일, 웅진윙스, 팔란티리 2020(공저)[8]
- 《버튼 터치 하트》, 2018년 11월 7일, 더난출판 (이경전, 전정호 공저)
- 전자상거래 원론
- 경영정보시스템
- e-Business 용어 사전
- 정보중개와 전자상거래(번역)
- 인터넷 사업 모형과 전략(번역)